# Charles Bernard Renouvier
Charles Bernard Renouvier (ur. 1 stycznia 1815 w Montpellier, zm. 1 września 1903 w Prades) – francuski filozof.
W 1872 roku rozpoczął wydawanie czasopisma „La Critique Philosophique”. Początkowo podzielał poglądy Kanta, następnie utożsamiał się do poglądów szkoły marburskiej. W ostatnim okresie życia w jego koncepcjach dominują wątki filozofii personalistycznej. Uchodzi za pioniera francuskiego personalizmu, w 1903 roku opisał ten kierunek filozoficzny w pracy Le personnalisme.
Opublikował: Essais de critique générale (t. 1–4 1854–1864), Science de la morale (t. 1–2 1869), Esquisse d’une classification systématique des doctrines philosophiques (1885–1886), Histoire et solution des problèmes métaphysiques (1901), Le personnalisme (1903).